# Jazzcraft Records
Jazzcraft Records was een Deens platenlabel, dat jazz uitbracht. Het label was actief in 1978 en 1979 en heeft acht albums uitgebracht.
Discografie:
- Jazzcraft 1: Turk Mauro - The Underdog
- Jazzcraft 2: Howard McGhee - Jazzbrothers
- Jazzcraft 3: Hugh Lawson - Prime Time
- Jazzcraft 4: Charlie Rouse - Moment's Notice
- Jazzcraft 5: Howard McGhee & Benny Bailey - Home Run
- Jazzcraft 6: Richard Wyands - Then, Here and Now
- Jazzcraft 7: Lisle Atkinson - Bass Contra Bass
- Jazzcraft 8: Benny Bailey - Grand Slam

De meeste van deze platen zijn door Storyville heruitgebracht op lp of cd.